# Aarnoud van Heemstra
Pour les articles homonymes, voir Heemstra.
Aarnoud Jan Anne Aleid baron van Heemstra (né à Vreeland le 22 juillet 1871 et mort à Oosterbeek le 30 décembre 1957) est un homme politique et diplomate néerlandais, grand-père maternel de l’actrice Audrey Hepburn.

## Biographie
Issu de la petite noblesse néerlandaise, le baron Aarnoud Jan Anne Aleid van Heemstra naît dans la province d’Utrecht. Il est le fils du baron Willem Hendrik Johan van Heemstra et de Wilhelmine Cornelia de Beaufort.
Après avoir fait ses études secondaires au lycée d’Utrecht, il entre en 1890 à l'université d’Utrecht, où il étudie le droit. Il en sort avec un doctorat en 1896.
Il épouse le 26 mars 1896 la baronne Elbrig Willemine Henritte van Asbeck, avec laquelle il aura un fils et cinq filles dont Ella van Heemstra née en 1900 (mère de l'actrice Audrey Hepburn née en 1929). Après le décès de sa femme en 1939, il épouse en deuxièmes noces Anna Eliza Rosenburg le 20 novembre 1947.
En 1896, le baron van Heemstra s'établit comme avocat et procureur à Arnhem. En 1902, il devient fonctionnaire du ministère public au tribunal d'instance de Ruremonde. Entre 1909 et 1910, il occupe le poste de substitut-officier de justice à Maastricht. En 1910, il est nommé Bourgmestre d'Arnhem, fonction qu'il quitte en 1920 à cause d'un salaire trop faible. Il devient alors avocat-général de la cour d’appel d’Arnhem jusqu'en 1921. Puis, il est nommé gouverneur du Suriname. Sa politique vise à une indépendance financière de la colonie vis-à-vis de la métropole néerlandaise. Après une brève interruption en 1924 et 1925, il retrouve son poste de gouverneur jusqu'en 1928.
Pendant la guerre, lorsqu'il refuse de collaborer avec les Allemands, ses biens sont confisqués et il doit quitter la maison familiale, réquisitionnée par l'armée.
Il a été fait chevalier de l'ordre du lion néerlandais, commandeur de l'ordre des Orange-Nassau et officier de l'ordre de la maison d'Orange.
Il décède à l’âge de quatre-vingt-six ans en 1957 à Oosterbeek, dans la province de Gueldre.

## Distinctions
- Chevalier de l'ordre du Lion néerlandais